# Catagramma triteia
Catagramma triteia är en fjärilsart som beskrevs av Hans Fruhstorfer 1916. Catagramma triteia ingår i släktet Catagramma och familjen praktfjärilar. Inga underarter finns listade i Catalogue of Life.